# David Durand
David de Albuquerque Durand (Fortaleza, 9 de agosto de 1967), é um radialista, pastor evangélico e político brasileiro. Filiado ao Republicanos, exerce o cargo de Deputado estadual do Ceará. Conhecido por sua atuação voltada a causas sociais, proteção animal, meio ambiente e liberdade religiosa, também atua como comunicador no rádio e na televisão cearense.

## Formação e carreira
É formado em Gestão Pública. Apresenta o programa de rádio Fé e Companhia, transmitido de segunda a sexta, às 7h, pela Rede Aleluia FM 99,9 e Rádio Uirapuru AM 760, onde compartilha mensagens de fé e valores cristãos.[carece de fontes?]
Na TV, é repórter do quadro A Hora da Baladeira, exibido no Cidade Alerta Ceará, da TV Cidade Fortaleza, no qual interage com a população abordando questões cotidianas das comunidades.

## Atuação política
Foi eleito deputado estadual em 2014 com 53.608 votos e reeleito em 2018 e 2022.
| Ano  | Partido                  | Votos recebidos | Colocação       | Status   |
| ---- | ------------------------ | --------------- | --------------- | -------- |
| 2014 | PRB (atual Republicanos) | 53.608          | 29º mais votado | Eleito   |
| 2018 | PRB                      | 78.419          | 12º mais votado | Reeleito |
| 2022 | Republicanos             | 68.521          | 20º mais votado | Reeleito |

### Proposições legislativas
Entre suas proposições destacam-se:
- Lei nº 16.077/2016: Descarte de lâmpadas fluorescentes.[7]
- Lei nº 17.063/2019: Semana de Combate à Sexualização Precoce.[8]
- Lei nº 16.807/2019: Doação de amostras para banco de medula.[9]
- Lei nº 17.296/2020: Dia Estadual do Protetor Animal.[10]
- Lei nº 17.875/2022: Educação Ambiental Humanitária e Bem-Estar Animal.[11]
- Projeto nº 344/2024: Divulgação de canais de denúncia no DETRAN-CE.[12]

## Prêmios e reconhecimentos
Recebeu homenagens de instituições públicas e privadas por sua atuação cidadã, em defesa da liberdade religiosa, da família e dos direitos sociais.

## Vida pessoal
É casado com Neide Durand e pai de David Durand Filho. Atua como pastor evangélico e mantém vínculo com a comunidade cristã no Ceará.